# Americus (Georgia)
Americus is een plaats (city) in de Amerikaanse staat Georgia en is de hoofdplaats van Sumter County. In Americus is het Habitat for Humanity International gevestigd. Het stadje werd in 1832 door Lovett B. Smith gesticht.

## Demografie
Bij de volkstelling in 2000 werd het aantal inwoners vastgesteld op 17.013.
In 2006 is het aantal inwoners door het United States Census Bureau geschat op 16.514, een daling van 499 (-2,9%).

## Geografie
Volgens het United States Census Bureau beslaat de plaats een oppervlakte van
27,6 km², waarvan 27,1 km² land en 0,5 km² water. Americus ligt op ongeveer 133 m boven zeeniveau.

## Geboren
- Griffin Bell (1918-2009), advocaat, rechter, minister van justitie en diplomaat

## Plaatsen in de nabije omgeving
De onderstaande figuur toont nabijgelegen plaatsen in een straal van 20 km rond Americus.